# Karl-Rüdiger Durth
Karl-Rüdiger Durth (* 5. April 1941 in Wahlbach; † 1. Januar 2021 in Bonn) war ein deutscher, reformierter Pastor und Journalist.

## Leben
Durth begann seine journalistische Laufbahn 1969 als freier Mitarbeiter der Wetzlarer Zeitung. Mehr als 20 Jahre lang war er politischer Korrespondent der Kölnischen/Bonner Rundschau. Daneben arbeitete er für die Katholische Nachrichten-Agentur sowie für das Magazin ideaSpektrum, die Neue Bildpost und für den Bonner General-Anzeiger. 
Nach seinem Studium der Evangelischen Theologie in Marburg und Bonn wurde er 1973 in der Evangelischen Kirche im Rheinland ordiniert, dann jedoch für die weitere journalistische Tätigkeit freigestellt. Als Pastor im Ehrenamt engagierte sich der reformiert geprägte Theologe in der Thomas-Kirchengemeinde in Bonn/Bad Godesberg. Predigtmeditationen von ihm erschienen regelmäßig in den Homiletischen Monatsheften. Durth war Autor mehrerer Bücher zur kirchlichen Presse- und Öffentlichkeitsarbeit.
Durth verstarb im Alter von 79 Jahren an Neujahr 2021 und wurde in einer Urne auf dem Zentralfriedhof Bad Godesberg beigesetzt.

## Auszeichnung
2004: Bundesverdienstkreuz 1. Klasse für seine Verdienste um Publizistik und Kirche.

## Schriften (Auswahl)
- Lokalkommunikation der Kirchen. Der Pfarrer und die Zeitung. Rommerskirchen, Remagen-Rolandseck 1975.
- Der Lokalredakteur. Wege zur bürgernahen Kommunikation. Rommerskirchen, Remagen-Rolandseck 1975.
- Die missionarische Stimme. Evangelikale Presse in der Bundesrepublik Deutschland. Coprint,	Wiesbaden 1981.
- Kirchliche Presse-Praxis. Ein Handbuch. Coprint,	Wiesbaden 1982.
- Bonner Zwischenrufe. Zur politischen Existenz der Christen. Brendow, Moers 1983.
- Praxisbuch Öffentlichkeitsarbeit. Aus der Praxis für die Praxis.  Hänssler, Neuhausen-Stuttgart 1995.